# نیمه‌بی‌استخوان‌خزنده
نیمه‌بی‌استخوان‌خزنده(نام علمی: Quasianosteosaurus) نام یک سرده از راسته ماهی‌خزنده‌سانان است.